# Growl (sangteknik)
 For alternative betydninger, se Growl. (Se også artikler, som begynder med Growl)
Growl (også kendt som death grunt, death metal-grynt) er en sangteknik, der mest kendes fra dødsmetal, hvor vokalisten synger med en mørk, rå og brølende stemme, der kan gøre det vanskeligt at forstå teksten der synges. Melodisk dødsmetal bruger sjældent growl, men i stedet en modificeret version. Her er vokalen som regel mørk, men meget mere naturlig, og enklere at tyde.
Brølende vokal har tidligere været brugt i heavy metal, men ikke i samme skala eller i hele sange. Det findes også spor af growls i grindcore- og hardcore punk-bands, men det blev først taget i brug fuldt ud da bands som Necrophagia, Death og Possessed startede dødsmetal-genren.
Teknikken er, at lyden skal komme fra mavemusklerne, og ikke fra halsen. George Fisher har i et interview udtalt, at det er 'falsk' at sætte hænderne til mikrofonen og lukke sammen, så der kommer ekko.[kilde mangler]
Det er meget få kvinder som growler, den mest kendte er Angela Gossow fra Arch Enemy.